# 大河津分水路

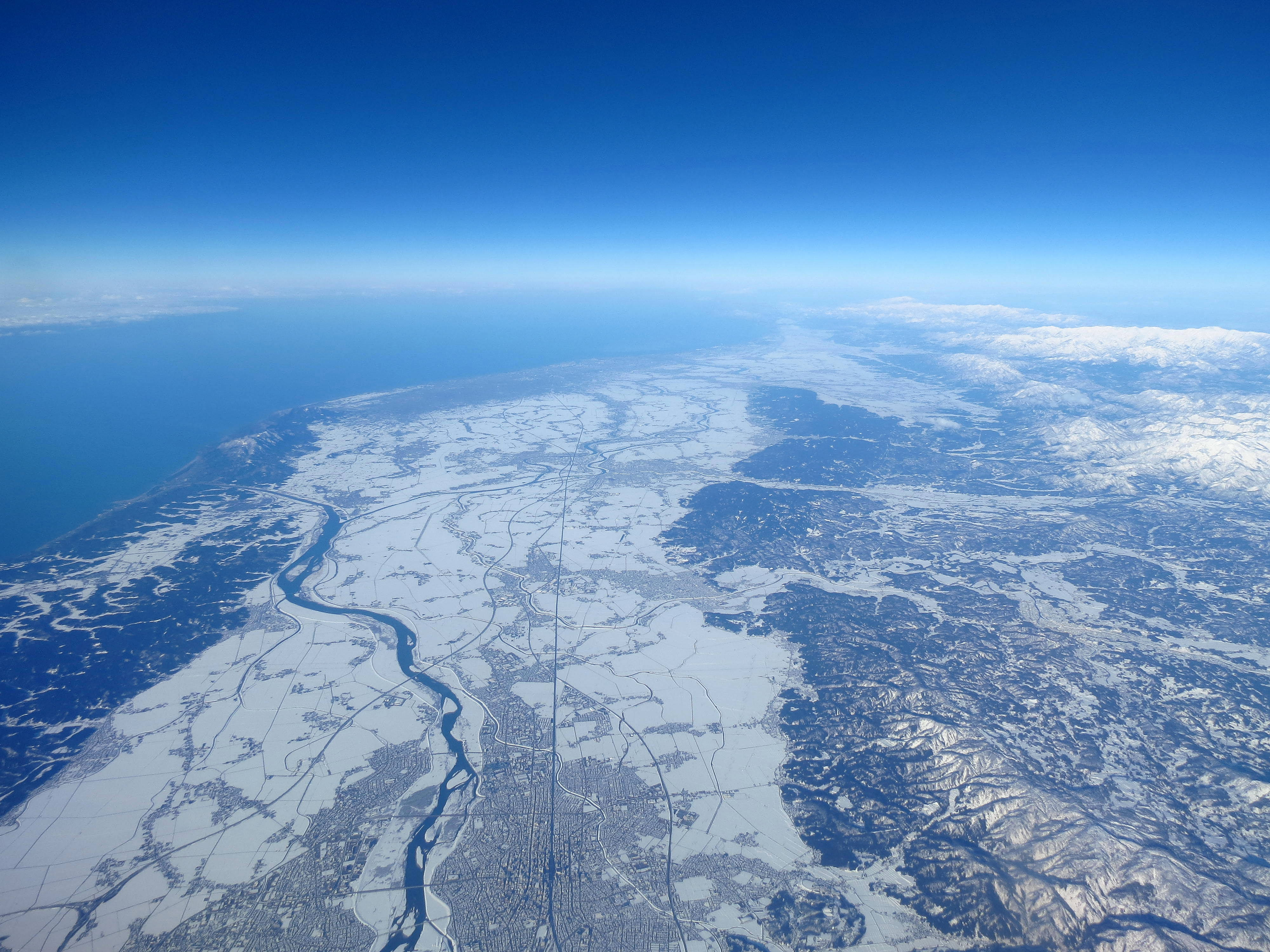
冬の越後平野を流れる信濃川と大河津分水路（左奥）

大河津分水路（おおこうづぶんすいろ、大河津分水）は、新潟県を流れる信濃川の分水路である。越後平野中央部で信濃川と分岐後、燕市（分水地区）・長岡市（寺泊地域）の境界付近を流れ、日本海に至る。新潟市の関屋分水路とともに信濃川の2つの分水路の一つである。
信濃川の流量を減らし、氾濫や堤防決壊を防ぐために、江戸時代から計画があったが、1907年（明治40年）に本格的な工事が始まり、1922年（大正11年）に通水、1931年（昭和6年）の補修完了により安定稼働を開始した。
なお、信濃川のうち大河津分水路分派点より下流を信濃川下流と称している。

## 概要

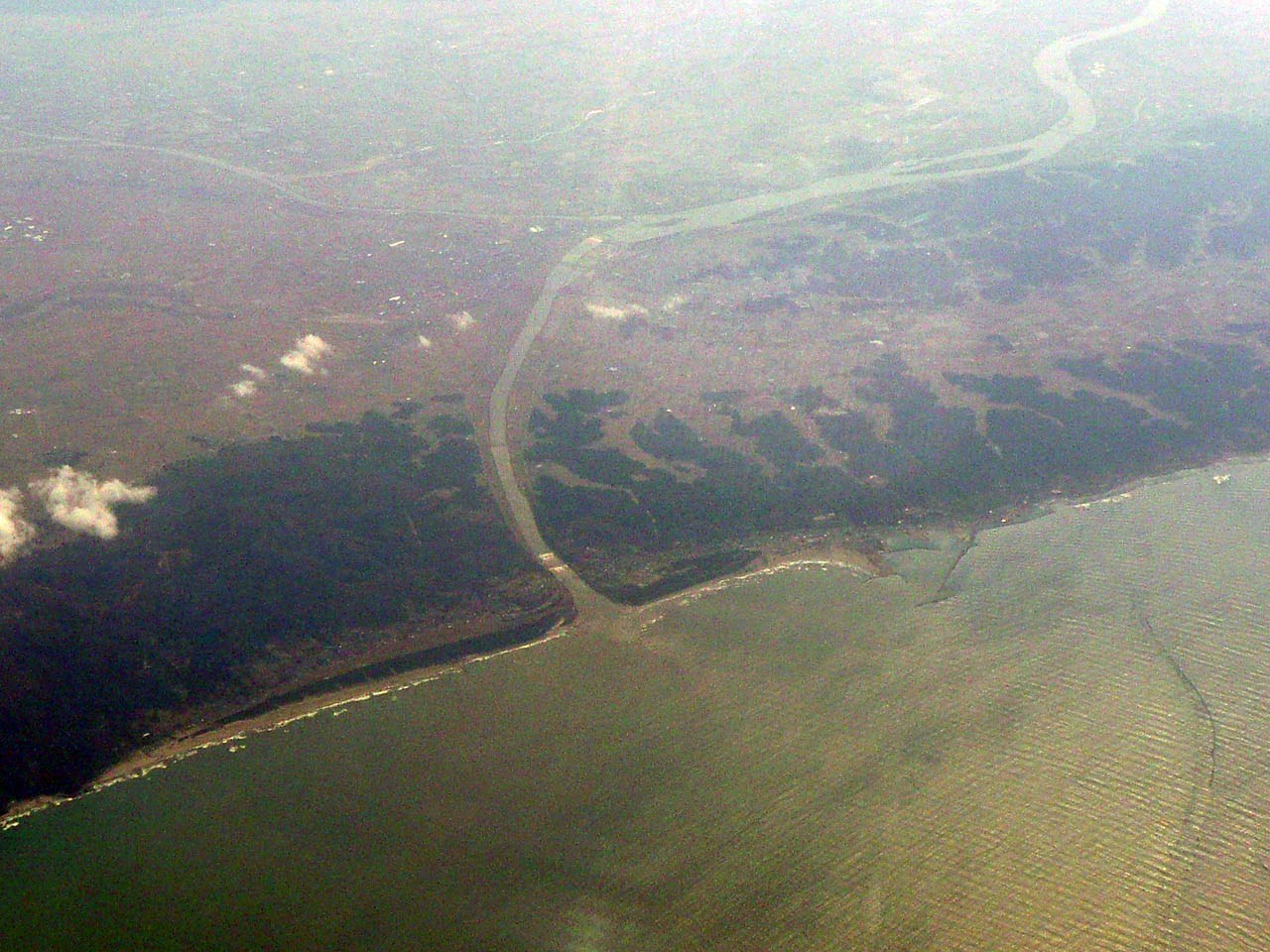
河口付近。流路は幾何学的曲線を描く。

全長は9.1 km（キロメートル）。川幅は分流点付近では約720 m（メートル）あるのに対し、河口付近では約180 mとなっている。通常、川は河口へ向かうほど幅が広くなるが、大河津分水路では逆となっている。これは、河口付近2 kmが山地となっているため掘削土砂量を減らすこと、及び川幅を狭めて河床を急勾配にする事によって流速を高め、洪水時により多くの水を流すように設計したためである。
本川・分水の分派点には双方に堰を設けている。本川側には大河津洗堰、分水側には大河津可動堰があり、通常時は本川側の洗堰を開き、下流域の用水として毎秒270立方メートルまで流し、それ以上は可動堰から分水路に放流する。分流点より本川下流側が洪水の時には洗堰を閉じ、全水量を分水路から直接日本海に放流する。一方、渇水時には可動堰を閉じ、全水量を洗堰から本川へ流す。

## 沿革

### 計画から第1期工事まで
越後平野は河川により運ばれた土砂が堆積してできた沖積平野であるため、川の水面よりも低い土地がかなりの面積を占め、ひとたび洪水が発生すると水がすぐに溢れ、しかも行き場のない水が容易に引かないという状態であった。古くは16世紀末から信濃川の計画的な工事が行われてきたが（信濃川#為政者達の治水を参照）、その後も氾濫が度々発生し、被害が続いていた。
このような状況を見かね、享保年間に三島郡寺泊（現・長岡市）の豪商、本間屋数右衛門らが江戸幕府に対し分水建設を請願したが、許可されなかった。1842年（天保13年）には幕府も測量調査を実施したが、莫大な費用及び周辺集落の反対により起工には至らなかった。この間にもたびたび大洪水が発生、明治維新後の1869年（明治2年）に白根の庄屋、田沢与左衛門らが分水工事を越後府に請願。ようやく分水工事を行うことが決定し、1870年（明治3年）には第1期大河津分水路工事が開始された。だが技術的な問題や地元の負担、及び水量の減少により河口部に立地する新潟港の維持が出来なくなる事を危惧した新潟町民等による反対運動や、これらの不満を糾合した一揆（悌輔騒動）が発生し、また外国人技術者の意見もあったことから、1875年（明治8年）に工事は中止になった。

### 信濃川河身改修事業
中止された分水路工事の替わりとして翌1876年内務省による「信濃川河身改修事業」が着手された。これは近代信濃川治水史の原点とも言われ、堤防の築堤と河川敷整備を中心としたものであった。だが、河川敷整備は川原に棲息するツツガムシによる古典型ツツガムシ病の蔓延によって多くの工事従事者が病に倒れた。
また、この事業は堤防の改修によるものであったため抜本的な解消には至らなかった。1881年（明治14年）には田沢与一郎、田沢実入らが中蒲原郡白根（現新潟市南区）に信濃川治水会社を設立、分水工事再開のための運動を広め、1882年（明治15年）11月から翌年3月にかけて有栖川宮左大臣・岩倉具視右大臣に面会して、大河津分水路工事の再開を請願した。

### 「横田切れ」から通水まで
1896年（明治29年）7月22日、西蒲原郡横田村（現燕市横田）地内において「横田切れ」と呼ばれる信濃川の破堤による空前の大水害が発生した。流域に甚大な被害を与え、堤防整備の有効性に疑念が噴出した。こうした中で原田貞介が大河津分水工事改良案を提出。これを元に1907年（明治40年）、原田案をベースに第2期大河津分水路工事が着手された。

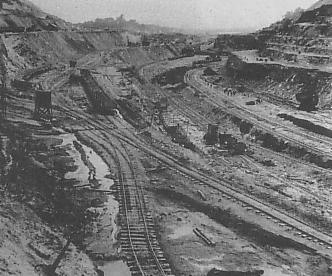
大河津分水路工事

当時東洋一の大工事と言われ、外国製及び国内製の最新掘削機を投入。採掘した土砂は2,880万立方メートルで、工事に携わった人はのべ1,000万人にも及んだ。
こうして発案から約200年の歳月を経て、1922年（大正11年）8月25日に分水路は通水、1924年（大正13年）には竣工式が行われた。工事中には3回もの地滑りが発生し、特に3回目は掘削してきた分水路が土砂で埋まってしまうほどの大規模なものもあった。

### 通水後
1927年（昭和2年）5月にすべての工事が完了したが、その直後の6月24日には分水路の川底が掘られ自在堰の基礎下部に空洞が生じ陥没。信濃川本流の水が分水路に流れ込んだ結果、下流域へは殆ど流れなくなり、下流域の生活・農業用水及び当時盛んであった舟運に多大な影響を与えた（舟運への打撃は新潟交通電車線敷設の契機ともなった）。新たに赴任した青山士の指揮により直ちに補修工事を開始し自在堰は撤去され、（旧）可動堰の工事が進められた。1930年（昭和5年）8月20日に洪水の危機が迫り、工事の主任技官の宮本武之輔が下流域の洪水を回避するため仮締切堤防を独断で破壊する事態に至ったが、工期を遅らせることなく1931年（昭和6年）6月20日に延べ124万人が動員された（旧）可動堰が完成し補修工事が完了。漸く安定した運用が可能となった。
1947年（昭和22年）10月10日、県内に昭和天皇の戦後巡幸が行われた際には、視察先の一つに選ばれた。

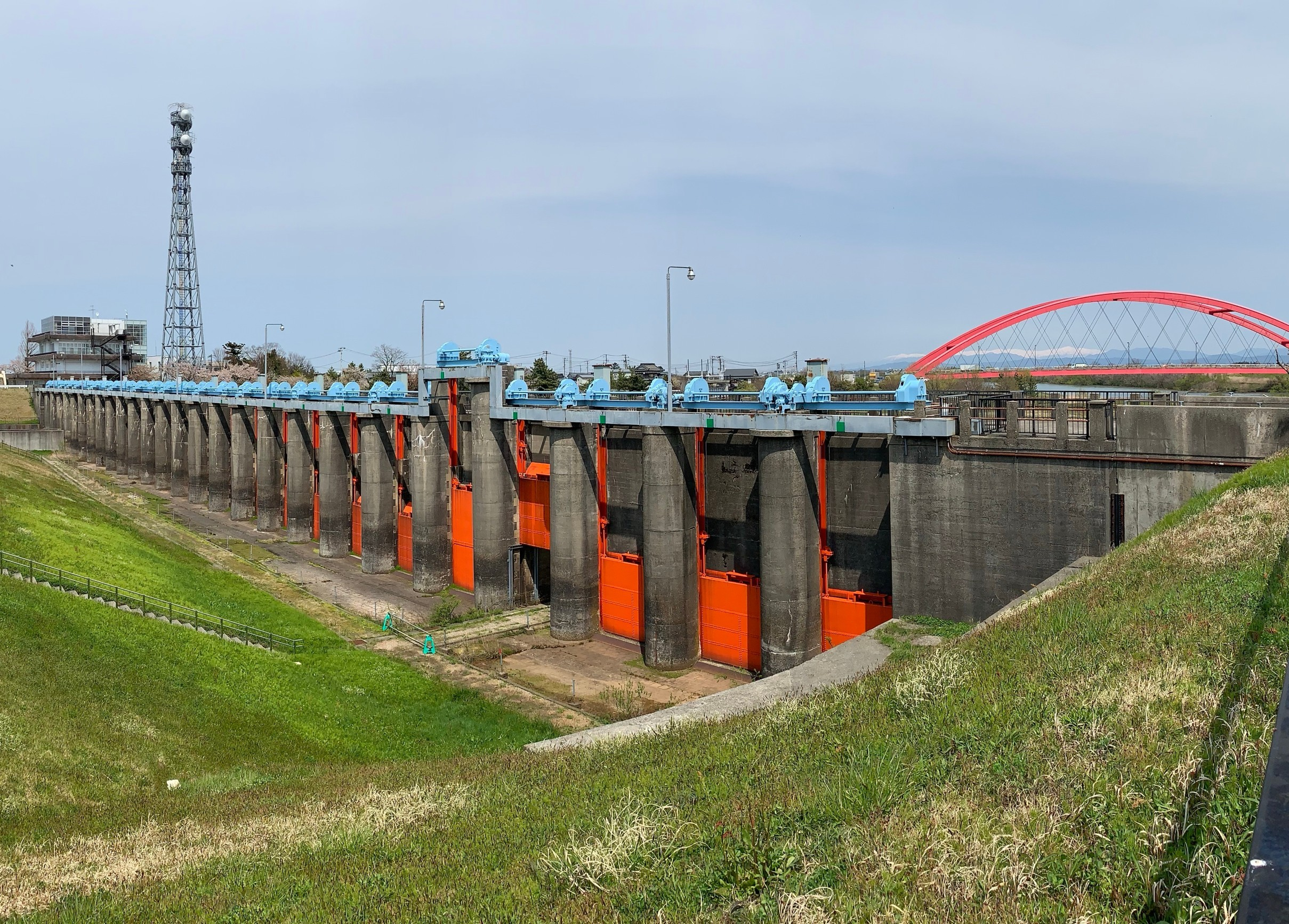
大河津分水公園に保存される旧洗堰（2020年4月）

1996年（平成8年）には本流側の堰である洗堰の更新工事に着手し、2000年（平成12年）5月29日に完成。使用されなくなった旧洗堰は産業遺産として国の登録有形文化財に登録された。
2003年（平成15年）より可動堰の改築事業に着手し、2011年（平成23年）11月に完成、通水式が行なわれた（詳細は大河津可動堰を参照）。
2015年度（平成27年度）からは、2032年度（令和10年度）までの計画で「大河津分水路改修事業」が行われている。渡部橋から河口までの3.3 kmの事業区間において、河口左岸の山地部掘削、第二床固の改築、低水路拡幅や、野積橋の架け替えなどが進められている。
2021年（令和3年）からは、いわゆる「令和の大改修」により撤去されている大河津分水路の河口付近にある第二床固の石を、諦めなければ通ずるとの願いを込めた「合格通水石」として配布している。一部は「通水石」として、JR燕三条駅内の燕三条Wingなどで販売された。
2022年度（令和4年度）には、通水100周年を記念して多くのイベントが開催された。

## 名称の変遷
かつては新信濃川と呼ばれ、信濃川、信濃川放水路、大河津分水路と名称が移り変わった。
| 河川名称の改正等年月日    | 河川名     | 河川名       | 河川名     | 河川名     |
| 河川名称の改正等年月日    | 信濃川中流 | 大河津分水路 | 信濃川下流 | 関屋分水路 |
| ------------------------- | ---------- | ------------ | ---------- | ---------- |
| 1897年（明治30年）10月1日 | 信濃川     | －           | 信濃川     | －         |
| 1929年（昭和4年）12月20日 | 信濃川     | 新信濃川     | 信濃川     | －         |
| 1965年（昭和40年）4月1日  | 信濃川     | 信濃川       | 旧信濃川   | －         |
| 1970年（昭和45年）5月1日  | 信濃川     | 信濃川放水路 | 信濃川     | －         |
| 1972年（昭和47年）5月4日  | 信濃川     | 大河津分水路 | 信濃川     | 関屋分水路 |

## 洪水時の効果
21世紀の災害においては、平成16年7月新潟・福島豪雨の際は洗堰を全閉し全量を分水路へ流下させる措置が行われ、平成23年7月新潟・福島豪雨や令和元年東日本台風（台風19号）の際は計画高水位を超えるほどの量を流下させるなど度々効果を発揮している。

## 分水路の影響
分水地点から河口まで約50 kmある距離を約10 kmまでに短縮した分水路は、流域に大きな影響をもたらした。

### 信濃川下流域

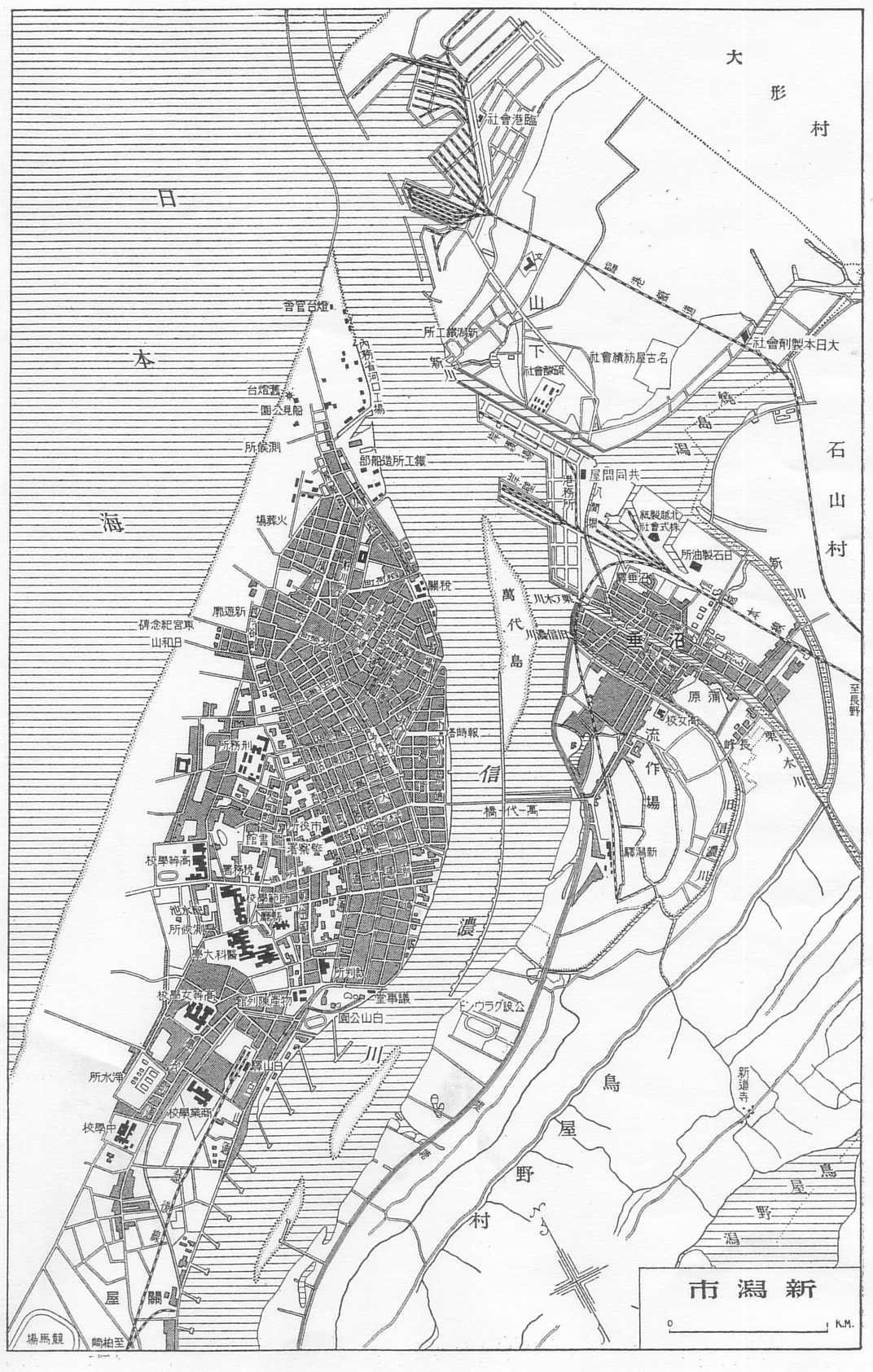
1930年頃（昭和初頭）に発行された新潟市の地図。大河津分水路によって流量が減った信濃川河口部では川幅縮小工事が行われ、萬代橋（二代目）を短縮して架け替えたほか、中州の万代島まで右岸を埋め立てたりしている。

信濃川下流域の水量が減少したことにより、流域の改修工事も進められ、新たな土地が造成された。特に新潟市内では埋立てが大規模に行われ、白山公園の文化施設群や商業地万代シテイ、新潟県庁舎（1985年移転）など多くの施設が建設された。
しかし、土砂の供給が減った信濃川河口では海岸が浸食されて最大で約400 m後退し、各種護岸工事で食い止める必要を生じた（詳細は新潟海岸を参照）。

### 分水路河口部の地形変化
分水路から流れ出た土砂は、河口付近の海を埋めて砂浜を作り、陸地を広げていった。陸化の幅は、完成から50年間で最大650メートルに達した。

## 河川施設

### 堰
- 大河津可動堰（大河津分水路側）
- 大河津洗堰（信濃川本川側）

### 河床洗掘防止工
下流より記載
- 副堰堤[27]
- バッフルピア[27]
- 第二床固[27]
- 石港床留[27]
- 新長床留[27]
- 大河津床留[27]
- 五千石床留（可動堰の改築に伴う低水路の変更により廃止）[27][28]
- 第一床固（可動堰の改築に伴う低水路の変更により廃止）[27][28]

## 橋梁
下流より記載
- 野積橋（国道402号）
- 渡部橋（新潟県道2号新潟寺泊線）
- 信濃川分水橋梁（越後線）
- 大河津橋（国道116号）

## 周辺
分水路の堤防にはソメイヨシノが約2,600本植樹された「大河津分水桜並木」は、日本さくら名所100選に選定される花見の名所として親しまれている。
分水路の分流点右岸側は「大河津分水公園」として整備されており、旧可動堰や旧洗堰が保存されているほか、信濃川大河津資料館もある。燕市分水地区（旧・分水町。昭和の大合併以前は地蔵堂町）の市街地に近く、桜の開花時期に開催される分水おいらん道中は主役のおいらん役に全国から応募者が集まる人気行事である。
河口付近には改修事業をPRする施設「にとこみえ〜る館」が設置されている。
河口部の左岸側・南西側は長岡市寺泊地域（旧・寺泊町）の市街地に近く、寺泊海岸にある海水浴場や寺泊港、海鮮品の市場風商店が立ち並ぶ「寺泊魚の市場通り」などの観光スポットがある。また、河口周辺の水域はハゼ、キスなどの釣り客でにぎわう。

## ギャラリー

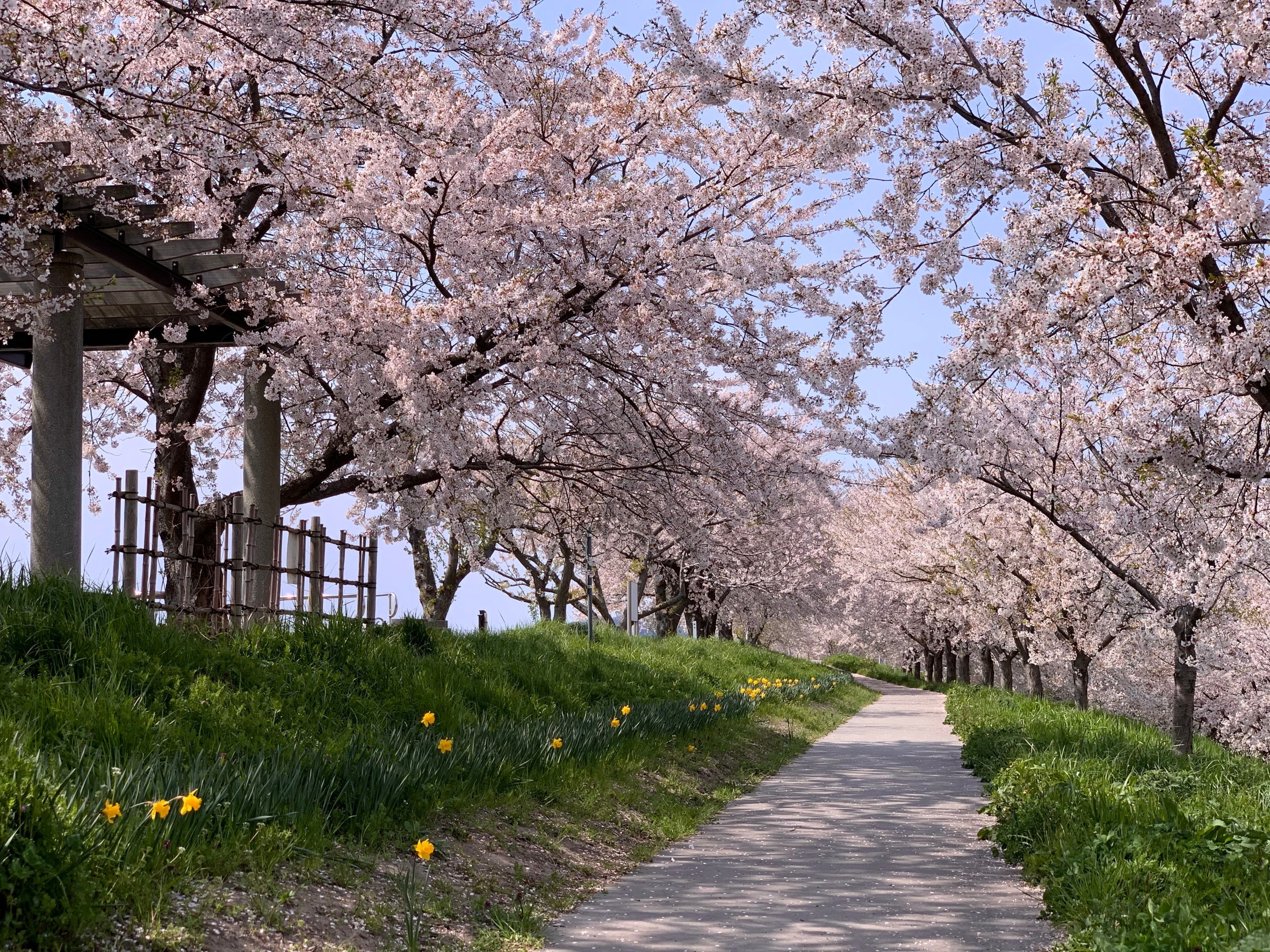
堤防沿いの桜（2020年4月）
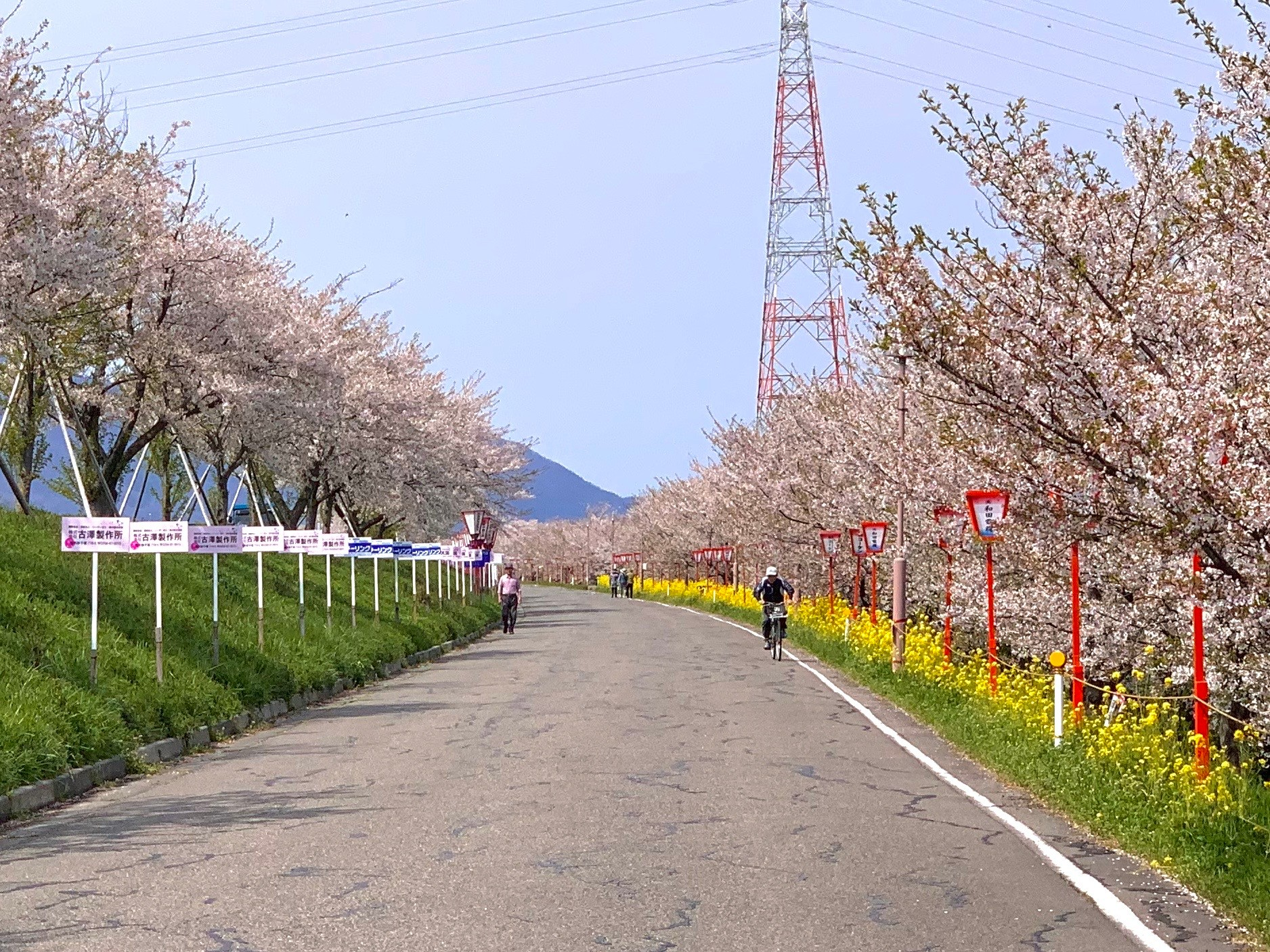
桜まつり開催地（2020年4月）
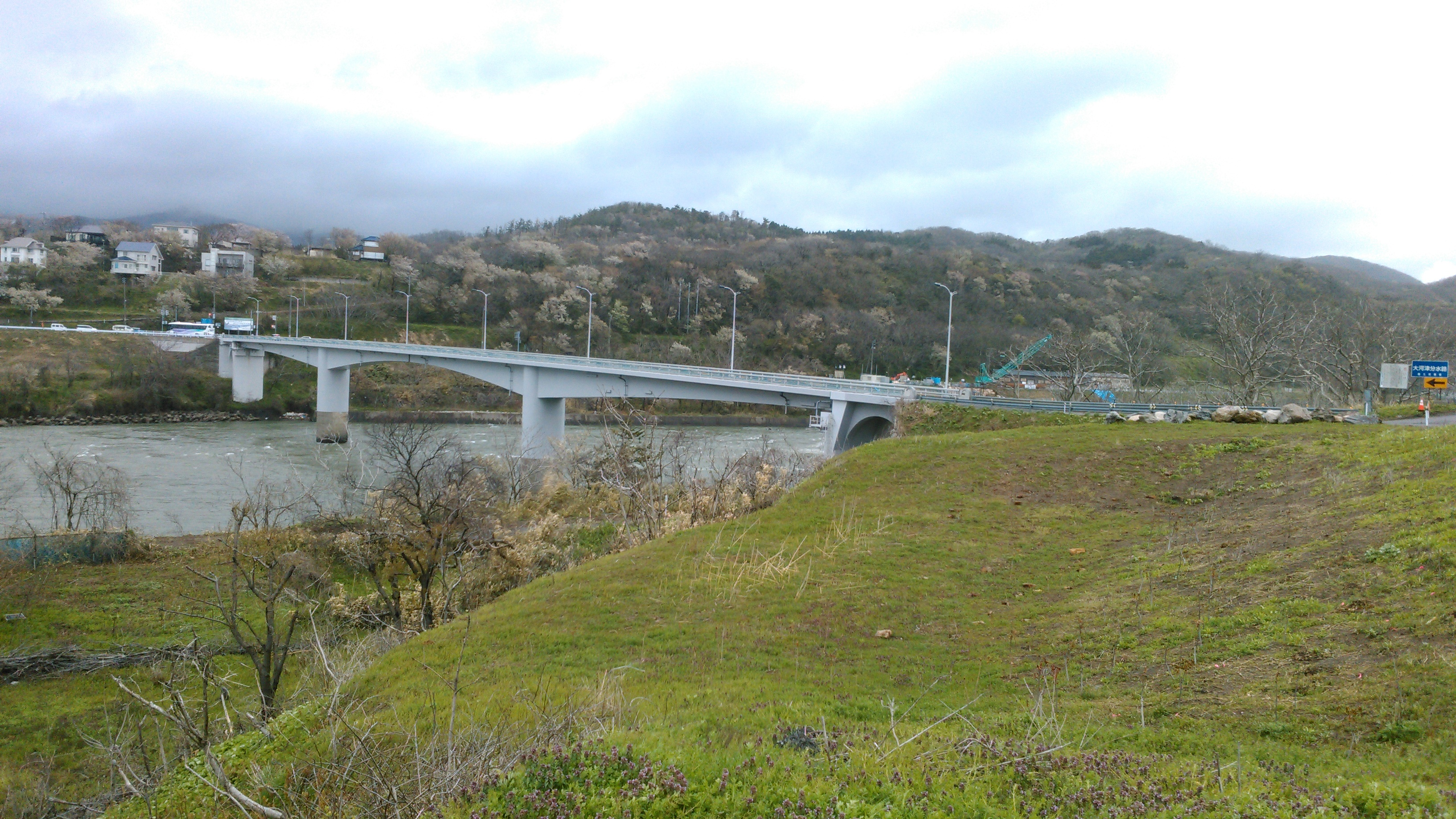
野積橋
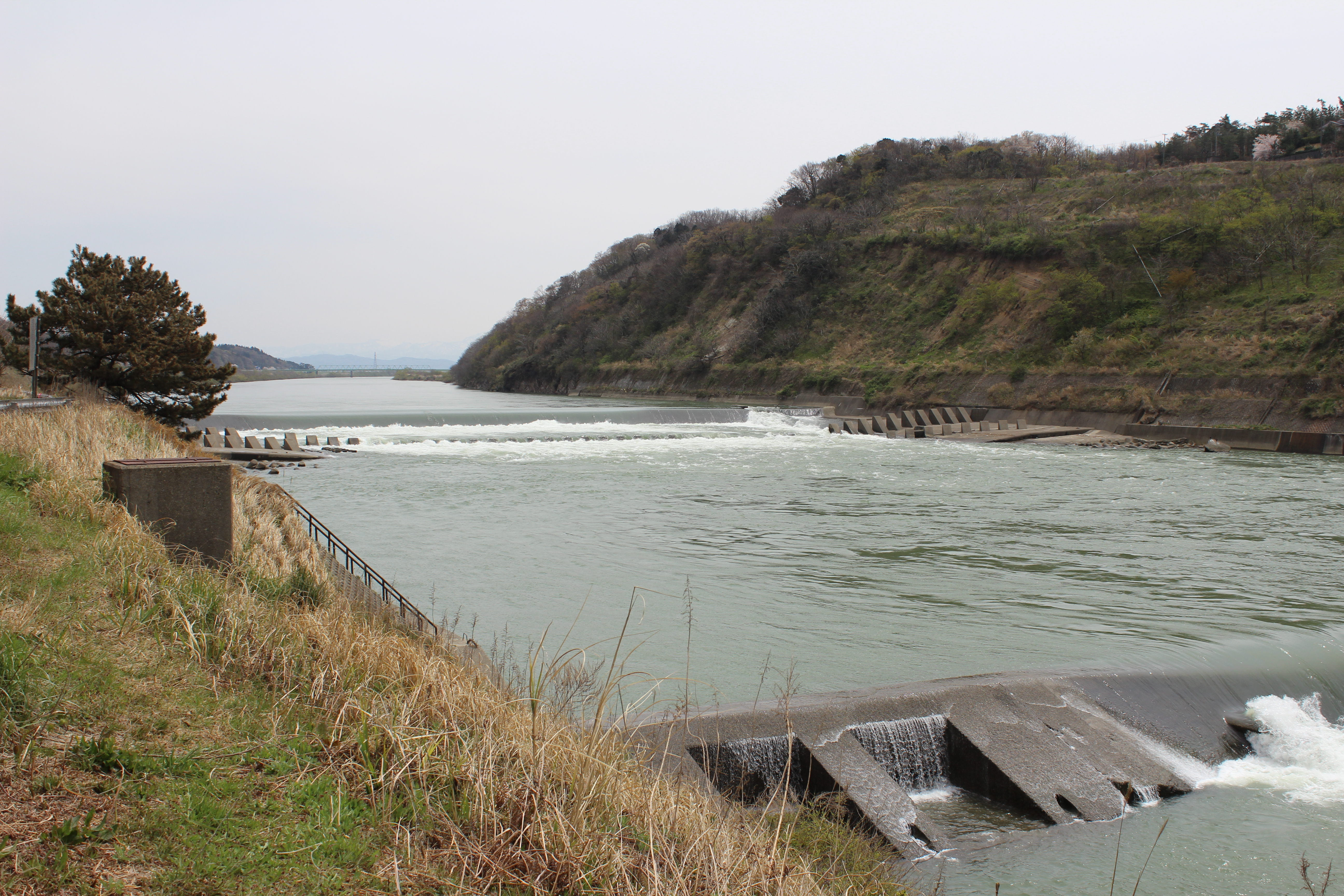
河口付近。長岡市寺泊野積。
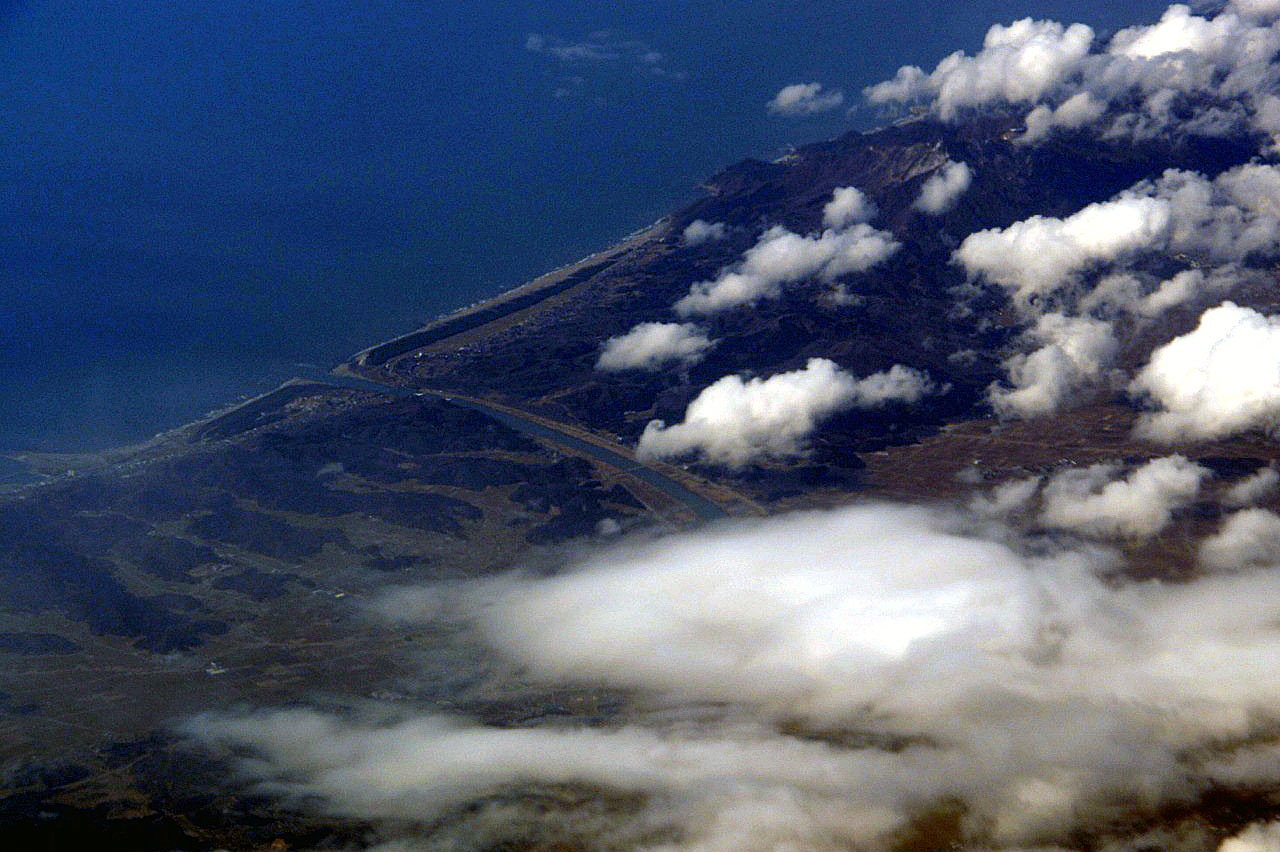
弥彦山山麓の河道法面が見え切通しが分かる。
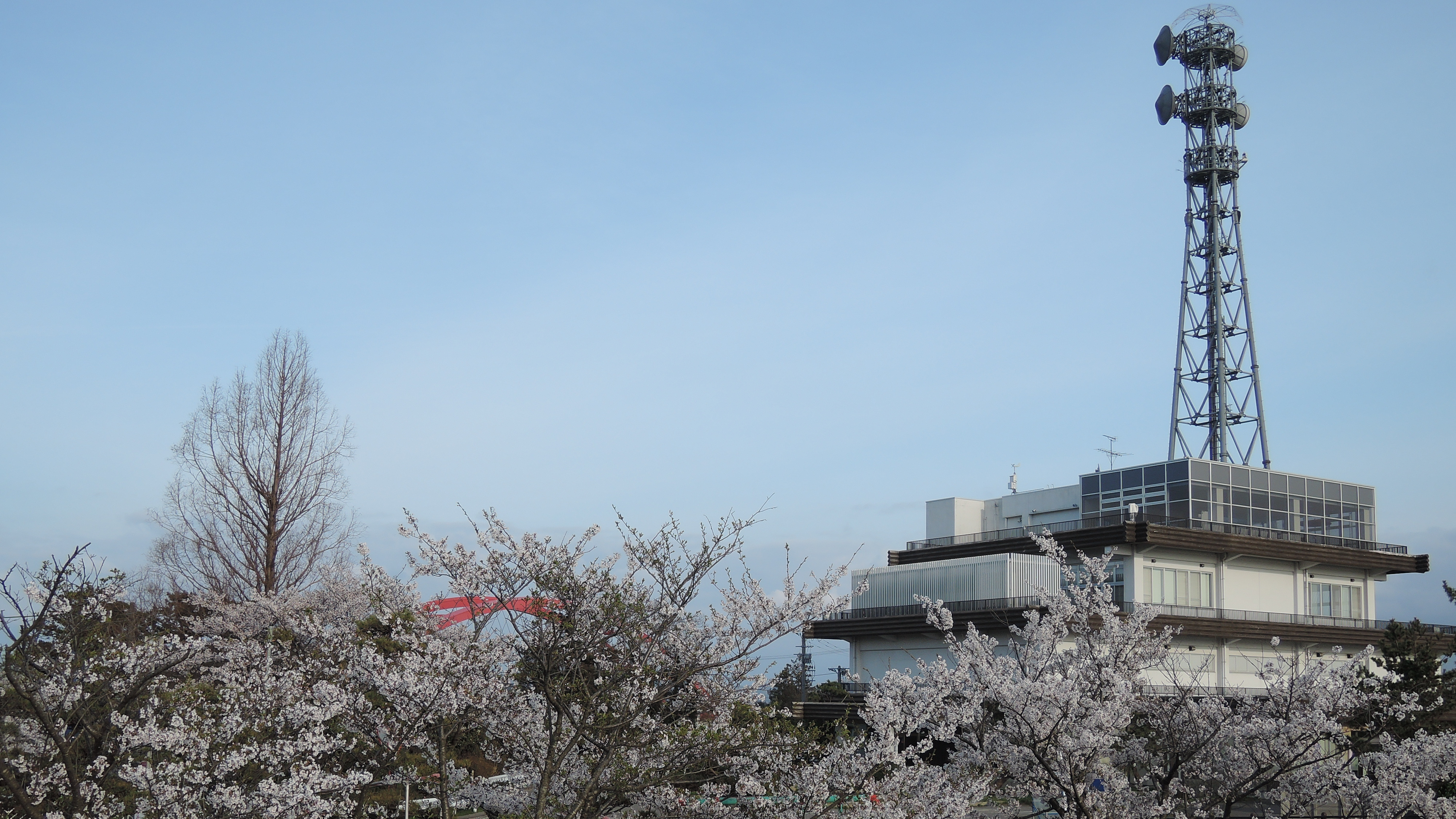
大河津資料館